# Clarence (Misuri)
Clarence es una ciudad ubicada en el condado de Shelby en el estado estadounidense de Misuri. En el Censo de 2010 tenía una población de 813 habitantes y una densidad poblacional de 271,31 personas por km².

## Geografía
Clarence se encuentra ubicada en las coordenadas 39°44′36″N 92°15′37″O / 39.74333, -92.26028. Según la Oficina del Censo de los Estados Unidos, Clarence tiene una superficie total de 3 km², de la cual 3 km² corresponden a tierra firme y (0%) 0 km² es agua.

## Demografía
Según el censo de 2010, había 813 personas residiendo en Clarence. La densidad de población era de 271,31 hab./km². De los 813 habitantes, Clarence estaba compuesto por el 98.03% blancos, el 0.49% eran afroamericanos, el 0.25% eran amerindios, el 0% eran asiáticos, el 0% eran isleños del Pacífico, el 0.12% eran de otras razas y el 1.11% pertenecían a dos o más razas. Del total de la población el 1.35% eran hispanos o latinos de cualquier raza.